# 大阪电灯
大阪电灯株式会社是日本一家明治时代到大正时代存在的电力公司，也是曾经存在于關西電力管辖地区内的电力公司之一。大阪电灯于1889年 (明治22年)成立，以大阪市为基地，逐步扩大供电范围，发展成为在关西地区具有领先地位的电力公司，但在1923年大阪电灯根据合约将业务转移到大阪市和大同电力后解散。

## 概要
大阪電燈是關西地區第二古老的電力公司，仅次于神戶電燈，成立於日本電力工業興起後不久的1888年2月（明治21年），即日本第一家電力公司東京電燈1883年成立五年後。大阪電燈、神户电灯与之後成立的京都电灯是明治時期關西三大電燈公司。大阪電燈最初的資金為40萬日元，開業時提供了150盞電燈的电力。隨著公司发展，資本擴大到4,320萬日元，供應電燈电力約188萬盞，電源約3萬馬力。在此期間，供電區域也擴大了，雖然最初的供電範圍僅限於大阪市內，但最終擴展到了大阪市外，延伸至包括堺市在內的整個大阪府中部。后来大阪電燈一度將業務擴展到大阪府以外的地區，1902年在九州門司市（現為北九州市）開始电力供應業務。另外公司還曾经跨足電氣設備的製造和銷售，並建立了自己的工廠製造电力設備。
一战后日本形成東京電燈、東邦電力、大同電力、宇治川电气、日本電力「五大電力會社」，关西的电力产业形成日本電力与大同電力发电，宇治川电气售电的格局，主要客户是工厂等大型用电户；相较之下，大阪電燈在1906年与大阪市签订契約后，将主要业务设定为公共电力，供应一般市民用电，因此规模上落后于「五大電力會社」。1923年10月大阪電燈依据当初与大阪市签订的契約被大阪市、東成郡与西成郡收购，編入由大阪市电气局运营的大阪市营电气供给事业。

## 历史

### 公司成立

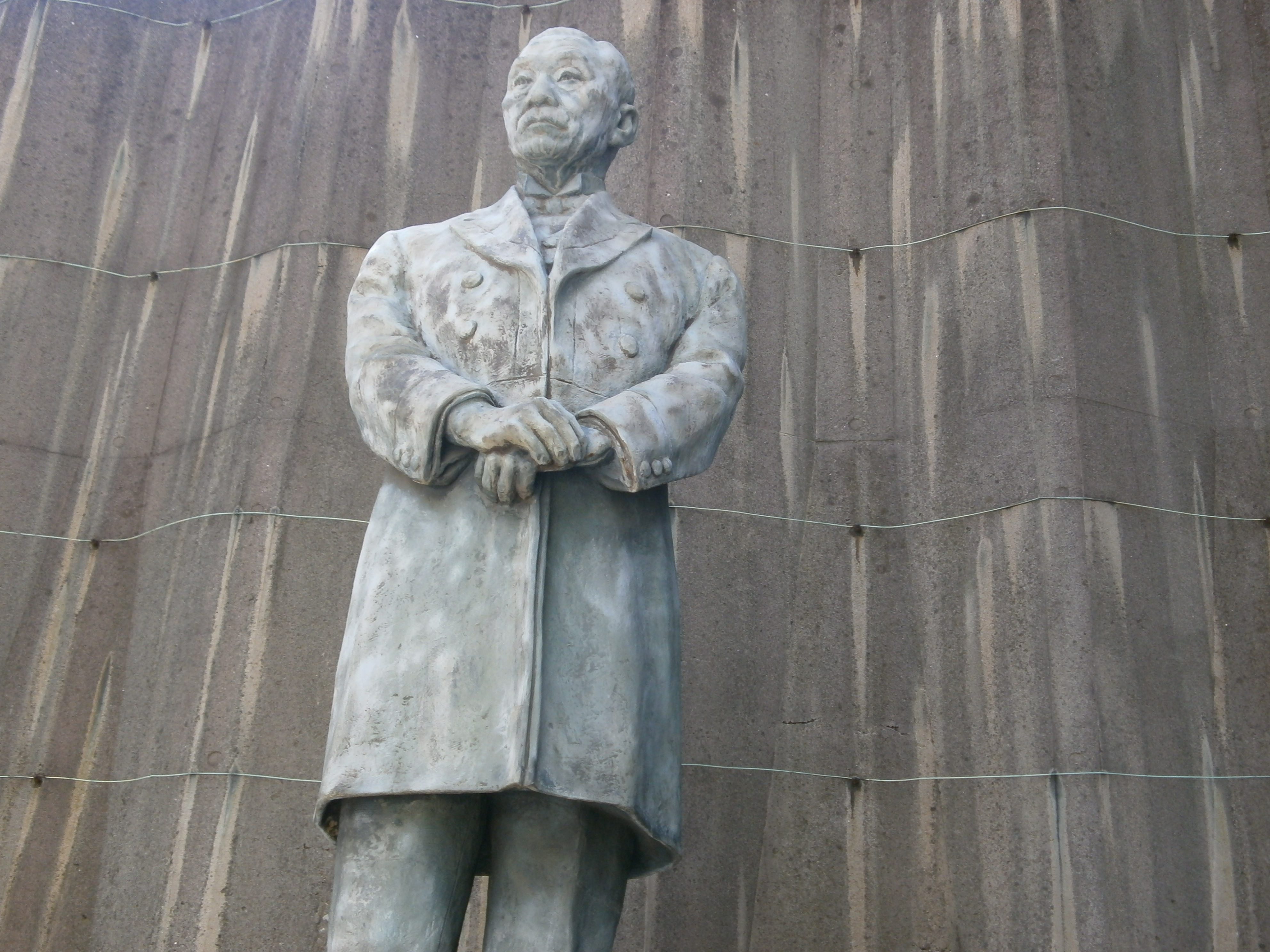
大阪商工会议所内的土居通夫雕像

1887年（明治20年）左右，大阪市开始讨论了有关照明现代化的事宜。当时，使用煤油燈被认为既不卫生，又有火灾风险。因此，大家开始着眼于新型照明方式，计划推行煤氣燈。然而，在大阪推进煤气事业的计划时，也有人提出电灯更有利的观点。电灯供给事业在1887年11月由东京电灯在东京竣工了日本首个面向公众的发电厂，并开始供电，电灯事业迅速占据了有利地位，超过了先行的煤气事业。此时，电灯已经在大阪出现，虽然只有少数人家使用，但1886年（明治19年）大阪纺织工厂的三轩家采用了电灯，市内的剧场“中座”也安装了电灯。尽管煤气派和电灯派之间有些争论，最终在实业家土居通夫的斡旋下，电灯派胜出。
1887年11月28日，设立公司的申请书递交至大阪府知事。该申请书的发起人为大阪的20名有力实业家。申请于同年12月1日获批后，便开始进行筹备工作，次年，即1888年2月5日，由发起人召开创立大会，成立了大阪电灯。公司初创时的名称为“有限责任大阪电灯公司”，1893年7月改名为“大阪电灯株式会社”，公司的注册资本为40万日元。公司成立后，土居通夫出任首任社長，土居通夫原是宇和島藩出身的士族，明治维新后进入明治政府工作，但于1884年（明治17年）辞官进入实业界，参与了大阪电灯的成立。在大阪电灯成立后的30年间，土居通夫一直以社长身份领导公司；此后，他还曾被推举为大阪商工会议会长。

### 采用交流电
在公司成立的次年，即1889年5月，大阪电灯于大阪市南部的西道顿堀建成了一座输出功率为30千瓦 (kW) 的火力发电站，并在难波、千日前、日本桥、心齋橋等地区安装了150盏电灯，并于同年5月20日开始供电，标志着公司的正式运营。1891年6月，公司在中之岛建立了第二座发电站，并开始向市内北部地区供电。
在大阪电灯之前成立的东京电灯，不仅在东京从事供电业务，还自公司成立以来承接了日本各地的发电机安装工程，为纺织厂和新成立的电灯公司安装发电设备。例如，东京电灯在爱知县负责名古屋电灯的发电机安装工程。东京电灯的影响力也扩展到关西地区的电灯公司，在大阪电灯成立之前开业的神户电灯公司以及紧随其后的京都电灯，其发电机的安装工作均由东京电灯负责。然而，与名古屋、神户、京都的情况不同，大阪电灯公司在成立时，带有对抗东京电灯的意识，排除了东京电灯的参与。
在发电和输电方面，大阪电灯采用了与东京电灯不同的方式。早期的东京电灯从美国爱迪生公司购入了爱迪生式直流发电机，采用220伏（V）的低压直流输电方式。在关西地区，东京电灯在技术上给予协助的神户电灯和京都电灯也采用了与东京相同的方式。与此相对，大阪电灯从美国的汤姆森-休斯顿电气公司进口了交流發電機，并从1889年建成的西道顿堀发电站开始，实施了1,150伏的高压交流输电。尽管交流电可以实现高压输电，但当时在欧美国家关于直流输电和交流输电的优劣争论仍在进行 (即“电流战争”)，日本国内也有推崇低压输电的声音，以东京电灯为代表的一方认为使用高压电力具有危险性，并对高压输电进行了批评。不过随着大阪电灯成功地实施了高压交流输电方式，1890、1891年在东京开业的深川电灯和品川电灯也采用了高压交流输电，最初采用直流输电的东京电灯也最终在1891年部分转向了交流输电
另一方面在美国，汤姆森-休斯顿公司与主张直流输电的爱迪生公司合并，发展成为通用电气（GE）。基于与汤姆森-休斯顿时代的合作关系，大阪电灯随后与GE的关系更加密切。至于东京电灯则逐渐远离爱迪生公司及GE，转而与德国的AEG公司建立合作关系。在1890年代后期，随着发电站的新建和扩建，交流发电机的进口逐渐增多，其中大阪电灯选择从GE进口60赫兹发电机，而东京电灯则从AEG进口50赫兹发电机，这也成为了今天日本东西電源頻率不同的原因。

### 事业扩张
从1889年5月，提供150盏电灯为起点，大阪电灯的供电事业逐渐发展壮大。随着电灯需求的增加和供电区域的扩大，公司在开业后的15年里不断扩展业务，到1903年已经能够提供56,000盏电灯的电力供应。期间，公司于1895年1月收购了尚未开业的竞争对手浪花电灯，并于1890年将事业拓展至大阪以外的地区，进军九州，在福冈县门司市获得了供电权。为应对日益增长的需求，公司不断新建和扩建火力发电厂。继1891年在中之岛设立发电厂后，又在1896年9月新建了幸町发电厂，1903年2月新建了本田发电厂，还在1902年5月在门司市内设立了门司发电厂。其中，幸町发电厂于1897年3月投入运营的发电机是大阪电灯首次采用60Hz发电机。除了电灯供应外，公司也从同年开始提供照明以外的电力需求，但这一时期该需求并不大。到1903年底，公司发电厂的总发电能力已达到3,555kW。
除了供电事业外，大阪电灯在电气设备的制造和销售方面的业务也值得特别关注。早在电力事业开业之前的1888年7月，大阪电灯就获得了汤姆逊-休斯顿电气公司在日本的电气设备独占销售权，开始进口并销售电气设备。即使在GE成立后，公司也继续独家销售GE的电气设备。同时，公司在1895年10月成立了子公司加岛电机工厂，进军电气设备的制造和维修业务。由于与GE的独家销售契约限制了公司自行制造设备的能力，1897年8月，大阪电灯终止了与GE的销售契约，将电机工厂收归直管，全面发展电气设备的制造和销售业务。大阪电灯公司业务扩展所需的资金，主要通过增资和股金缴款的方式筹集。经过多次增资，到1903年时，公司资本金已达到240万日元。在这一时期，由于公司业绩良好，分红率高达20%，这也使得公司能够顺利进行增资和股金缴款的征收。
1904年1月，大阪电灯收购了大阪府堺市的堺电灯公司业务。堺电灯成立于1894年6月，主要为堺市及其周边地区供电，但与大阪电灯相比，业绩不佳，因经营困难最终被大阪电灯收购。与此同时，大阪电灯也在扩大大阪府外的供电业务，1904年7月获得了京都府内的供电业务许可，新建了舞鹤发电所，并于1908年5月开始向舞鹤地区供电；1905年7月，公司获得了在长崎县佐世保市的供电权，并于1906年8月建成佐世保发电所，开始供电。

### 与宇治川电气协调
在业务扩展的同时，大阪电灯也参与了淀川上游--宇治川的水力开发计划。在明治時期，由于长距离输电技术尚未成熟，宇治川地区被认为是为大阪和京都提供水力电源的最佳区域。因此，当1894年（明治27年）首次在淀川上游申请水利权时，土居通夫与京都电灯的社长大泽善助一起参与了这一计划。然而，由于随后出现了竞争性计划，宇治川的开发计划长期处于停滞状态。直到1901年，各方达成妥协，计划得以统一，并最终在1906年4月获得了水利权的批准。
在获得水利权后，1906年10月25日，宇治川电气株式会社成立，资本金为1250万日元。尽管大阪电灯的土居通夫成为创立委员会主席，但在公司成立后，他仅担任了董事，经营主导权由大阪商船社长中桥德五郎掌握，公司高层主要由中桥及大阪商船系的人物构成。由于未能掌握宇治川电气的经营权，大阪电灯开始谋划设立竞争公司，并与京都电灯共同着手准备淀川电力的成立。尽管成功获得了水利权，但淀川电力的权利最终在1910年4月被宇治川电气收购，淀川电力未能成功设立。
宇治川电气在大阪、京都和兵库三个府县获得了电力供给权。由于未能成功介入宇治川电气的经营，大阪电灯必须选择与这一强大的竞争对手共存。1911年10月，大阪电灯与宇治川电气签订了一份电力供给契约，约定从宇治川电气接收20MW (兆瓦)的电力。与此同时，双方达成了一项协议，明确了各自的业务领域分工：大阪电灯负责火力发电，宇治川电气负责水力发电；宇治川电气专注于电力供应，不从事电灯供给业务，而大阪电灯则将电力供应限制在以小规模需求为主的范围内；通过这种业务分野的划分，双方实现了共存。

### 与大阪市的报酬契约
在与宇治川电气的协调的同时，大阪电灯还面临着与大阪市当局之间的报酬契约问题。1903年，大阪市向大阪电灯提出了一项报酬契约建议，内容是公司将部分收入作为报酬金支付给市政府，并接受市政府的监督，作为交换，市政府将保证公司的业务垄断地位。11月，市参事会决定应与大阪电灯签订报酬契约。对此，大阪市长鶴原定吉邀请土居通夫到市政府，提议签署报酬契约。大阪电灯方面基本同意市政府的要求，并在市政府最初的提案基础上进行了一些修改后，向市政府提交了修订案。然而，该修订案未得到市政府的认可，市政府的修订提案同样未能获得公司方面的同意，10月公司向市政府提交了第二次修订案。
报酬契约的谈判虽然一度陷入停滞，但在大阪府知事高崎亲章的斡旋下，最终于1905年7月达成了临时协议。这份临时协议虽然在大阪电灯的股东大会上按原案通过，但大阪市议会却通过了修正案。由于公司方面拒绝接受市议会的修正案，谈判最终中断。随后，1906年1月，大阪市议会通过了一项启动市营电气供给事业决议。根据这一决议，市政府进行了调查，并提出了具体计划，即启动供应6万盏电灯、3,000马力电力的电力供应业务。1906年5月，市议会通过了启动这一事业的决议，市政府据此申请了市营电力供应事业的经营许可。随着大阪市介入电力供应事业的可能性逐渐增强，大阪电灯的态度妥协。经过数次协商，大阪市与大阪电灯达成了协议草案。1906年7月，市议会通过了修正案，大阪电灯的股东大会也批准了这一修正案。最终，在1906年7月28日，大阪市与大阪电灯之间正式签订了报酬契约。
契约内容包括大阪电灯给予大阪市公用电灯用电优惠；每年营业利润一部分给予大阪市作为报酬金；电灯事业向大阪市定期报告，并接受大阪市监督；调涨电价需要经过大阪市同意；应大阪市要求铺设电线。大阪市则给予大阪电灯免除税金和道路使用费；允许大阪電燈使用道路來安裝電線桿和地下管道；大阪市保证大阪電燈在该市的电灯供电事业专营权。同时大阪電燈同意在1922年之后大阪市可以将其收购，成为日后大阪電燈被大阪市收购的依据。另外必须注意大阪電燈在该市的专营权仅限于电灯供电事业，其他供电事业不在保证范围，因此大阪市在1911年1月20日开始市营电气供给事业，提供除电灯以外用电。

### 大规模火电开发

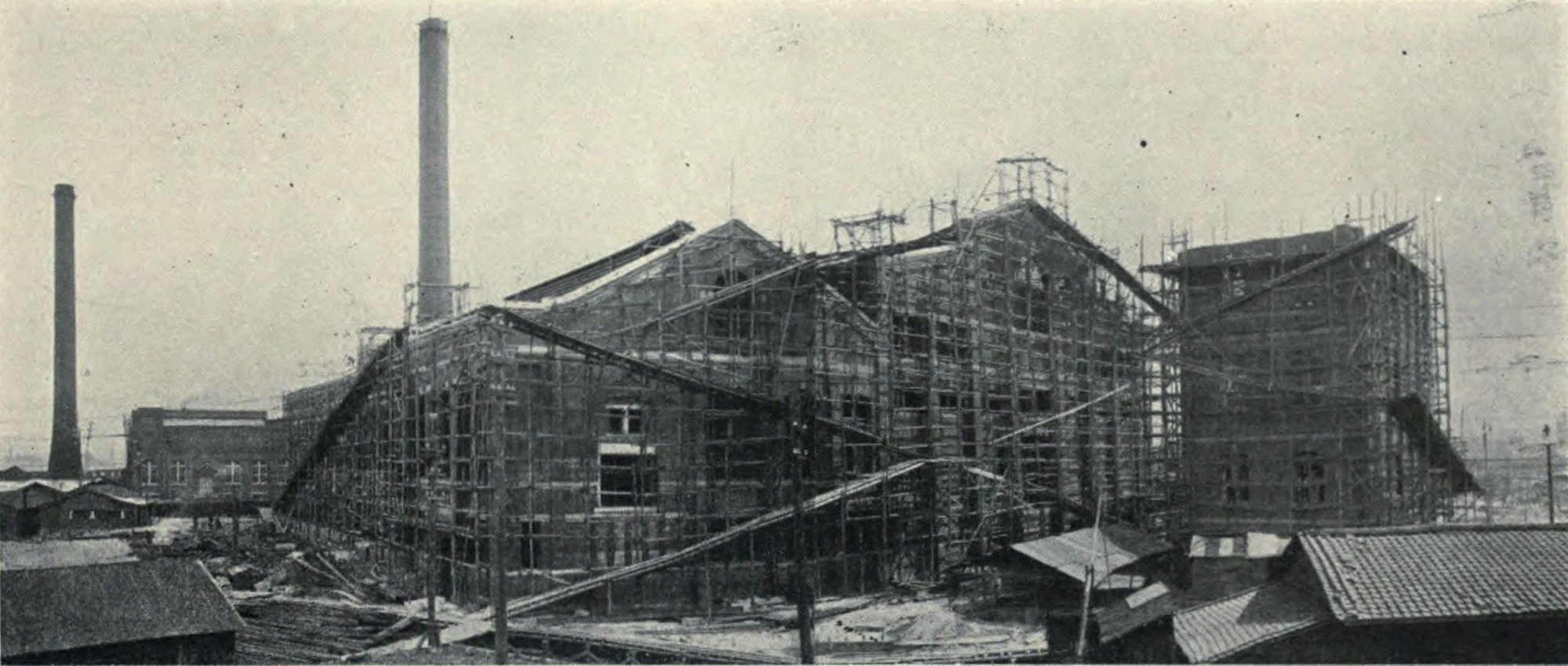
建设中的发电厂（1910年）

尽管工程曾一度延迟，1913年8月，宇治川电气的宇治发电站（最大输出功率为27.63MW的水力发电站）终于开始运营。随着发电站的投入运营，根据大阪电灯与宇治川电气之间的电力供应契约，大阪电灯从当年10月起开始接受来自宇治川电气的电力供应。由于引入了便宜的水力发电的电力，大阪市要求大阪电灯下调电灯费率。根据与市政府的协商，大阪电灯于同年11月和次年4月两次降低了电灯费。事实上，大阪电灯与市政府之间的协商早在1912年5月就已开始，但由于涉及到降价幅度等问题，谈判过程十分艰难。直到1913年9月，双方才终于达成妥协，大阪电灯与市政府签署了一份新的备忘录，并向市政府承诺未来如果公司要增资、发行公司债，或合并其他公司，将事先与市政府进行協議。
在从宇治川电气接收电力的同时，大阪电灯也积极推进自有的大型火力发电站的建设。首先建设的是安治川西发电站，该发电站于1909年动工，并于1910年8月开始使用两台容量为3MW的发电机运行，到次年6月，五台发电机全部安装完成，发电站正式完工。接着又建设安治川东发电站，并安装了两台容量为5MW的发电机，该发电站于1914年（大正3年）4月竣工。通过这些大容量火力发电站的建设和发电的集约化，再加上从宇治川电气接收电力，大阪电灯成功降低了电力成本，从而得以降低电灯费和电力费。从1910年起，公司维持良好业绩，公司因此得以通过多次增资进行资金筹集，到1914年公司资本金增至2160万日元。此外，公司还在1909年和1911年分别出售了门司支店和佐世保支店，退出了九州的业务，集中公司财力于关西地区。
1916年4月，大阪电灯与宇治川电气重新签订了电力供应契约，根据该契约，大阪电灯将通过增加火力发电站的产能，向宇治川电气提供10MW的电力供应。此外，公司还与一些兼营电力供应业务的铁路公司签订了电力供应契约，以防止竞争。1916年5月，公司与阪神電氣鐵道签订契约，1917年4月与南海鐵道签订契约，同年6月又与京阪電氣鐵道达成协议。在与宇治川电气及铁路公司签订这些契约的基础上，大阪电灯于1916年6月开始扩建安治川东发电站，新增一台容量为12.5MW的发电机。1917年9月，公司启动了春日出第一发电站的建设计划，计划安装三台12.5MW的发电机。
然而1916年以后，火力发电的发展陷入停滞。这是因为1914年第一次世界大战爆发，导致日本无法再从西方国家进口发电设备，而此前发电厂建设依靠西方国家进口发电设备。尽管订购的机械尚未抵达，但随着供电契约期限的临近，大阪电灯无法继续拖延施工，被迫投入更多资金，同时尽管存在技术问题，不得不用日本国产设备取代进口设备。虽然安治川东发电站的扩建与春日出第一发电站于1918年竣工，但因为国产设备性能不足，无法达到建设预期目标，因此后续还需要进行额外的改进工作。发电设备建设的延迟对一战期間因大戰景氣的影响，而工业化进程加快、用电需求急剧增加的关西地区，产生负面的影响。
此外，随着人口集中和收入增加，关西地区的电灯用电需求也显著扩大。然而关西地区电力公司普遍存在发电能力增长滞后的，给关西地区带来了严重的电力短缺。电力短缺导致了供电的不稳定。自1918年12月以来，大阪电灯公司多次采取停电措施，宇治川电气也采取了类似的举措，但即便如此，两家公司仍然无法满足大量的电力需求。由于供需不平衡，大阪地区甚至开始进行电力使用权的交易，形成了一种特殊的现象。

### 经营危机
随着供给的增加，大阪电灯的收入持续增长，到1920年上半年，其收入达到了1020万日元以上，是1916年上半年收入的三倍。然而，由于支出增长速度超过了收入增长速度，在1920年上半年结算时，公司支出首次超过了收入，亏损超过了36万日元。支出增加的主要原因是煤炭价格的飙升和煤炭使用量的增加，导致发电成本大幅上升。大阪的煤炭价格从1916年开始上升，到1919年已经上涨四倍。煤炭价格的飙升对以火力发电为主的大阪电灯造成了冲击。为了应对发电成本的膨胀，大阪电灯于1918年7月提高了电力价格。然而，由于与大阪市之间的报酬契约限制，自1916年10月降价以来，电灯用电价格一直维持不变。对于电力收入低于电灯收入的大阪电灯来说，提高电力价格的效果被电灯价格所抵消，未能改善公司的经营状况。
由于支出的增加，在1919年下半年的决算中，大阪电灯通过出售舞鹤支店的收益（于1919年8月转让给舞鹤电气），加上上期结余，勉强取得了38万日元的利润，但这时公司已陷入无法分红的困境。虽然在1920年上半年恢复了5%的分红，但这是通过动用储备金来实现的。作为改善经营的措施，1920年2月，公司再次提高了电力价格，并向大阪市申请提高电灯价格。虽然市政府对涨价幅度进行了压缩，但申请仍获批准，自1920年5月起作为临时措施，电灯价格上涨了一年。随着电灯和电力价格的上涨以及物价开始下降，1920年下半年公司业绩开始回升，恢复了10%的分红，1921年上半年起恢复到原来的12%分红水平。
在1920年电灯价格上涨的申请过程中，大阪市与大阪电灯之间的报酬契约问题再次激化。其导火索是大阪电灯在市政府要求压缩涨价幅度时表示，这将使公司经营困难，因此提议将业务市营化。公司提出建议后，市政府进行了调查，并向大阪电灯提出了以利率为6%的公债3600万日元和现款1720万日元，总计5320万日元的收购方案。然而，大阪电灯认为收购价格过低而拒绝了该方案，导致市营化未能实现。收购提案失败后，1920年10月，大阪电灯在价格上涨后，继续向大阪市申请将资本金从2160万日元增加一倍至4320万日元，以筹集扩建工程所需资金。同年12月，市政府提出了增加资本金的批准条件，双方签署了新的契約及相关备忘录，大阪市最终批准了增资申请。
解决增资问题后，为了增加发电能力，大阪电灯开始新建春日出第二发电站，安装了两台20MW的发电机，并于1922年11月竣工。另外，大阪电灯在1921年10月终止电气设备的制造和销售业务；自1895年以来，公司一直从事该业务，1909年搬迁至新工厂后，业务达到全盛期，一度计划与美国西屋电气及其代理商高田商会进行合作。然而，1916年5月的火灾几乎将工厂全部烧毁。随后公司在不同地点重建了工厂，但在1919年1月，再次因意外失火而全毁。此后，受战后经济危机和公司经营困境的影响，该业务难以恢复，最终走向了终止的结局。

### 水电开发的尝试
在煤炭价格高涨和电力短缺的困境下，为了解决问题，大阪电灯与同样苦于电力不足的京都电灯展开合作，计划在京都电灯拥有水利开发权的福井县九頭龍川水系进行水力开发，并将电力输送到京阪地区。加上由山本条太郎领导的北陆电化公司，这三家公司于1919年10月共同成立了日本水力，资本金为4400万日元。日本水力的设立主要是为了在北陸地區进行水力开发，并通过长距离输电线路将电力输送到京阪地区。成立后不久，在1919年11月，大阪电灯与日本水力签订了电力供应合同。根据该合同，大阪电灯未来将扩大从日本水力购买电力。然而，由于1920年春季的战后经济恐慌，日本水力的业务陷入困境。最后该公司与大阪送电及其母公司木曾电气兴业合并，并于1921年2月成立了大同电力。
大同电力在成立后，利用日本水力的前期投入，加快建设从木曾川到大阪的“大阪送电线”，并在大阪市郊外的门真町（现为门真市）设立了大阪变电站，于1922年7月开始向大阪输电。大同电力继承了日本水力与大阪电灯的供电合同，并从此时起向大阪电灯供应7MW的电力。虽然在1921年10月，双方就供电问题签订了备忘录，但正式合同的签署有所延迟，直到1922年10月才终于完成。根据该合同，大同电力承诺在1924年春之前，向大阪电灯提供最多60MW的电力。

### 收购与解散
1922年是大阪市根据与大阪电灯签订的契约，获得收购大阪电灯业务的权利。该年1月，大阪市立即通知大阪电灯开始就业务收购展开协商谈判。收购谈判最初是基于1920年签订的新契约展开，大阪市采取了只收购大阪电灯在大阪市及东成郡、西成郡业务的“分离收购”方针。在发电站的收购方面，市政府希望收购作为该地区业务所需的发电设备——安治川西发电所（装机容量15MW），并提出约5481万日元的收购价格。另一方面，大阪电灯认为，大阪市所求收购区域的电力需求约为34,500kW，因此应收购能够满足这一需求的安治川东、西两座发电所（总输出37,500kW）或春日出第一发电所（输出30MW），并要求收购价格约为8107万日元。
对此，大阪市拒绝接受大阪电灯的要求，坚持只收购最便宜的安治川西发电所，导致谈判陷入僵局。大阪市认为按照“分离收购”方针继续谈判将很困难，因此在1922年10月终止了基于新契约的谈判，并通知大阪电灯根据1906年签订的旧契约进行全业务收购。根据旧契约，市政府制定了收购方案，并在11月的市参事会上通过了以6300万日元为收购价格的方案。对此方针转变，大阪电灯则主张旧契约因新契约的签订已经无效，拒绝接受市政府的新方案，并在12月的股东大会上决议不回应市政府的通知。针对大阪电灯的措施，市政府在1923年1月提起了民事诉讼。
双方的对立，最终导致了当时内务大臣床次竹二郎的介入，以及大阪府知事井上孝哉介入调解。通过知事的斡旋，双方同意重新基于新契约进行谈判，并就收购价格进行了调整。市政府最初提出的收购价格为6300万日元，而大阪电灯最初提出7058万日元，后来让步降至6750万日元，但双方仍未能达成一致。对此，知事提出了6625万日元的斡旋方案，大阪电灯表示接受，但市政府要求再减价。1923年3月，第二次斡旋方案提出将价格减至6465万日元，市政府接受了这一方案，双方终于就收价格问题达成了一致。
解决了大阪电灯与大阪市之间的收购价格问题后，继承电力受供合同的问题浮上水面。正如前述，大同电力与大阪电灯在1922年10月签订了一份总计60,000kW的电力受供合同，大同电力和大阪电灯两家公司要求收购大阪电灯业务的大阪市承接该合同。然而，市政府最初拒绝承继该合同。最终通过府知事调停，市政府同意从大阪电灯承继电力受供合同，接受大同电力供电。
解决电力受供合同问题之后，接着又出现了大阪电灯和大同电力之间如何处理剩余财产的问题。在大阪市收购了大阪市及东成郡、西成郡的业务后，关于大阪电灯手中剩余的堺市、泉北郡、泉南郡及其他地区的业务和财产的处理成为新的争议点。起初，双方在是设立新公司还是由大同电力进行收购的问题上存在分歧，随后收购方案变得更为有力，双方又围绕收购价格继续对立。1923年6月10日，知事作出了最终裁定方案，决定大阪电灯向大同电力转让的剩余财产价格为2999万9961日元。1923年10月1日，根据协议，大阪市的业务和财产移交正式执行，大阪市营电气供给事业开始运营。与此同时，剩余业务和财产也在同日移交给了大同电力。完成向大阪市和大同电力的业务移交后，大阪电灯宣布解散。

## 事业发展
以下仅记录大阪府内的事业发展。大阪府以外请见#大阪府外事业。

### 19世纪
1889年5月20日，大阪电灯在大阪市南部建立了西道顿堀发电所，开始了电力业务，当时安装的电灯数量为150个。由于关于电灯的知识尚未普及，因此装设的电灯需求少，而且电灯的费用昂贵，和煤油灯比起来被认为是奢侈品，仅限于上流家庭使用。为了推广电灯使用，大阪电灯在社长土居通夫的带领下，全体员工积极宣传，特别是技师长岩垂邦彦，他携带蓄电池走访繁华街区，在大街上进行各种实验，以帮助普及电灯的知识。
经过积极推广，到11月底电灯安装数量增加到约1,800盏；到1893年，安装的电灯数量已经突破了1万盏。同时大阪电灯继续推广电灯的使用，结果导致电力供应量迅速增加，甚至出现了供不应求的情况。在此期间，公司还与大阪炮兵工厂、兵营、邮局、医院等单位签订了供电合同，并安装了街灯，电灯的实际应用得到了进一步的发展。进一步推广电灯的因素是甲午战争后的物价上涨。受战争带来的物价上涨影响，大阪电灯被迫提高电灯价格，但由于石油价格上涨幅度更大，反而促使了电灯需求的扩大。另一方面从1897年6月起大阪电灯开始供应照明以外的电力需求，但这一时期该需求并不大。

### 1900年代
1903年第五届内国劝业博览会在大阪举办。在博览会期间，大阪电灯负责所有照明设备的安装并设置了灯光展示，这成为了一次宣传电灯的绝佳机会。博览会带动了大阪工商业的发展，同时也大幅增加了电灯的需求。博览会结束后的次年，日俄战争爆发，由于与军需相关的机构、工厂和商店的活跃，电灯的安装数量继续增加。1905年1月，电灯费用和相关制度进行了一次改订，电灯安装数量在战后持续增长。此外，由于大阪电灯在1904年继承堺电灯公司的业务，大阪电灯将堺市等地区纳入其供电区域，并在该市设立了堺分部。在此期间，包括了堺分部和大阪府外的门司分店，大阪电灯的电灯安装数量增加到1905年度的8万8千盏。
由于需求的不断增长，有一段时间大阪电灯的电力供给跟不上需求增长，直到1907年底幸町发电所完成增加2,000千瓦发电量的扩建工程，使得积压的供电需求得以满足。然而，1909年7月大阪市北区发生了大火，导致4,000户用电用户和约12,000盏电灯被烧毁，但这场大火反而向市民宣传了煤油灯的危险性和电灯的安全性，导致一段时间内电灯需求急剧增加。到1910年，电灯的安装数量达到了360,000盏。除了电灯供应之外，自1897年开始的照明以外电力供应也逐渐增加，到1905年已超过1,000马力，1910年则达到了2,000马力。

### 1910年代
1912年1月，大阪市南区发生大火，导致12,000盏电灯被烧毁，但与前次大火类似，这次灾难也推动了电灯需求的增加，所有重建房屋都选择装设电灯。此外，1913年，由于与大阪市的契约关系，大阪电灯两次降低了电费，为弥补收入减少，制定了在10年内供应电灯达到200万盏的扩张计划，并制定策略积极推动扩张计划。在照明以外电力供应方面，由于1911年10月与宇治川电气达成了避免竞争的经营合作协议，大阪电灯被施加了一定的供电限制。根据协议，大阪电灯可以向家庭等小规模用户供电，但大规模用户的每日总供电量不超过30,000千瓦时。然而，即使受到限制，当时仍有扩大供给的空间，因此公司努力在限制范围内推动家庭用小型电动机的普及，以增加照明以外电力需求。1914年第一次世界大战爆发，战争初期由于经济不景气，电灯需求增长停滞，但随着军需工厂的活跃，商工行业出现繁荣，导致电灯需求迅速增加。电力需求也持续增长，导致原本每月两次的停电日被取消，实现了不间断供电，以便用户的生产不受影响。截至1914年底，电灯安装数量已增加至80万盏，电力供应达到了4,000马力。
到1917年底，大阪电灯安装数量达到了111万盏，电力供应也增加到了10,000马力。然而，受到第一次世界大战的影响，进口设备未能及时到达，导致发电所的扩建工程延误。尽管在1916年10月将所有的白炽灯泡从高能耗的碳丝灯泡更换为低能耗的钨丝灯泡以节约电力，但由于扩建工程延误，到了1917年和1918年期间电力短缺问题愈加严重，出现了供电电压下降等问题。同时，现有发电所也无法进行足够的维护，故障发生后只能采取应急措施，这种状况导致故障频发，形成恶性循环。由于频繁的故障影响到电灯的供应，为了减轻发电所的负担，电力供应从不间断供电改为有限供电。1918年12月，采取了20天的夜间停电措施；1919年，又再次实施夜间停电措施，从11月持续到翌年1月底。此外，从1919年起，电灯供电也采取了停止急需以外的新安装措施。

### 解散前
随着使用使用日本国产设备取代进口设备，发电站建设得以推进，缓解供电需求压力，因此大阪电灯重新推动电力需求的增加，并于1921年6月下调电力价格。同年12月，与宇治川电气的合同更新后，双方之间的经营协议取消，电力供应的限制解除。随着发电能力的恢复，电灯的供电限制也被解除，通过重新开展营销活动，需求显著增加。在1923年上半年，电灯安装数量增加了8.8万盏，创下了公司成立以来半年度增长的最高纪录。在1923年9月公司解散前夕，电灯安装总数达到188万盏，电力供应达到了3万马力。

## 电力来源
|  |

以下仅记录大阪府内的电力来源。大阪府以外请见#大阪府外事业。

### 西道頓堀发电所
大阪电灯的第一座发电厂是西道顿堀发电所，位于大阪市西区。该发电所于1888年12月获得大阪府的许可后动工，并于翌年1889年5月完工。发电所初建成时的设备包括：1台锅炉、1台蒸汽机、1台30千瓦的单相交流发电机、1台弧光灯用的直流发电机，所有发电机均为汤姆逊-休斯顿公司制造。从同年9月起西道頓堀发电站开始增设发电机，首先完成了1台30千瓦和1台35千瓦的单相交流发电机。
随后在11月又完成了1台35千瓦单相交流发电机和1台弧光灯用直流发电机，1890年2月又完成了1台30千瓦和1台35千瓦的单相交流发电机，最终西道顿堀发电所拥有6台交流发电机，发电量总计195千瓦，以及2台弧光灯用直流发电机。此后，该发电所于1894年将最早的30千瓦发电机更换为60千瓦发电机。不过到了1895年12月，这台60千瓦发电机和1台35千瓦发电机一同被拆除。
1901年11月，由于本田发电所的工程进度延迟，西道顿堀发电所进行了临时增容，在拆除30千瓦和35千瓦发电机后，增设了一台150千瓦的三相交流发电机。然而，由于配电的需要，这台发电机在1903年9月被转移至幸町发电所，取而代之的是幸町发电所的一台120千瓦单相发电机被运回西道顿堀发电所。在此期间，1902年6月又新增了一台90千瓦的单相发电机。
到了1905年9月，西道顿堀发电所的旧设备全部被拆除，并在其原址上建造了新的设施，包括3台锅炉、2台蒸汽涡轮机和2台500千瓦的二相交流发电机（频率为60赫兹），并于翌年9月重新开始送电。这样一来，西道頓堀发电所的输出功率达到了1,000千瓦。然而，随着大型发电所的建成和来自其他公司的电力输入的开始，西道顿堀发电所于1915年3月停止运作，设备被转移至舞鹤发电所。

### 中之島发电所
大阪电灯的第二座发电所是中之岛发电所。该发电所于1891年6月在大阪市北区中之岛5丁目新建，旨在为大阪市北部提供电力，因为从西道顿堀发电所输电到大阪北部在当时的技术条件下难以实现。第一期工程完工后，该发电所的设备包括4台锅炉、3台蒸汽机、1台35千瓦单相交流发电机和2台70千瓦单相交流发电机。随后，在1892年7月又增加了一台70千瓦发电机；1893年12月、1894年6月和12月分三次各安装了一台120千瓦的发电机并投入运行。
中之島发电所从1900年5月开始进行设备更新工作，首先将旧有的1台35千瓦发电机更换为150千瓦的单相循环式发电机。接着在1903年12月拆除了3台70千瓦发电机，并在1904年9月和11月分别安装了150千瓦的单相循环式发电机和150千瓦的三相交流发电机。这样一来，该发电所共有6台发电机，总功率达到810千瓦。后来，由于安治川西发电所的启用，中之岛发电所在1910年停运，并于翌年3月拆除。

### 幸町发电所
大阪电灯的第三座发电所是幸町发电所，位于大阪市西区幸町通2丁目（现浪速區幸町）。最初是由作为竞争对手的“浪花电灯”申请建设许可的发电所，但在该公司被大阪电灯收购后才动工，发电机于1896年9月至次年1月期间相继竣工。第一期工程完工时的设备包括5台锅炉、3台蒸汽机和3台120千瓦单相交流发电机。随后在1897年3月，安装了一台能够生产非照明用电力的150千瓦单相循环式发电机。接着在1898年3月和次年10月分别增加了两台相同类型的发电机。增设的5台设备是大阪电灯首次采用的单相循环式发电机，同时采用2,300伏电压和60赫兹电源频率成为公司的标准。1901年3月又新增了一台150千瓦三相交流发电机，随后拆除了一台120千瓦发电机，并于1904年3月更换为一台150千瓦三相交流发电机。
至此幸町发电所拥有9台发电机，总输出功率达1,140千瓦。但由于增加了各种类型的发电机，导致电力系统缺乏统一性。为了解决这一问题，首先拆除了一台150千瓦的单相循环式发电机，并在1904年7月更换为一台150千瓦的三相交流发电机。随后，为应对日俄战争后的需求增加，于1907年11月和12月分别增设了一台1,000千瓦的发电机，同时还拆除了两台120千瓦的单相机、一台150千瓦的单相循环式发电机和一台150千瓦的三相交流发电机。最终，幸町发电所拥有两台1,000千瓦和五台150千瓦的发电机，总输出功率为2,750千瓦。但由于安治川东、西两座发电所的建成及开始从其他公司受电，幸町发电所变得不再需要，于1915年3月被废除。废除后，发电厂的建筑物被改为变电站使用。

### 本田发电所
本田发电所规模比之前三座发电所更大，它位于大阪市西区本田通3丁目。为了赶在1903年举办的内国劝业博览会之前完工，导致工程进度紧张，但由于部分设备未能及时到达，发电所在博览会开幕前仅完成了一台600千瓦的二相交流发电机。同年7月，又完成了一台同型号的发电机。接着在1905年4月和10月，替换蒸汽机后，两台500千瓦的三相交流发电机相继完成，并采用蒸汽涡轮机作为发动机，这也是大阪电灯首次采用蒸汽涡轮机。最终，本田发电所成为一座拥有2.2MW输出功率的发电所，但与幸町发电所等一同于1915年3月被废除。

### 安治川发电所

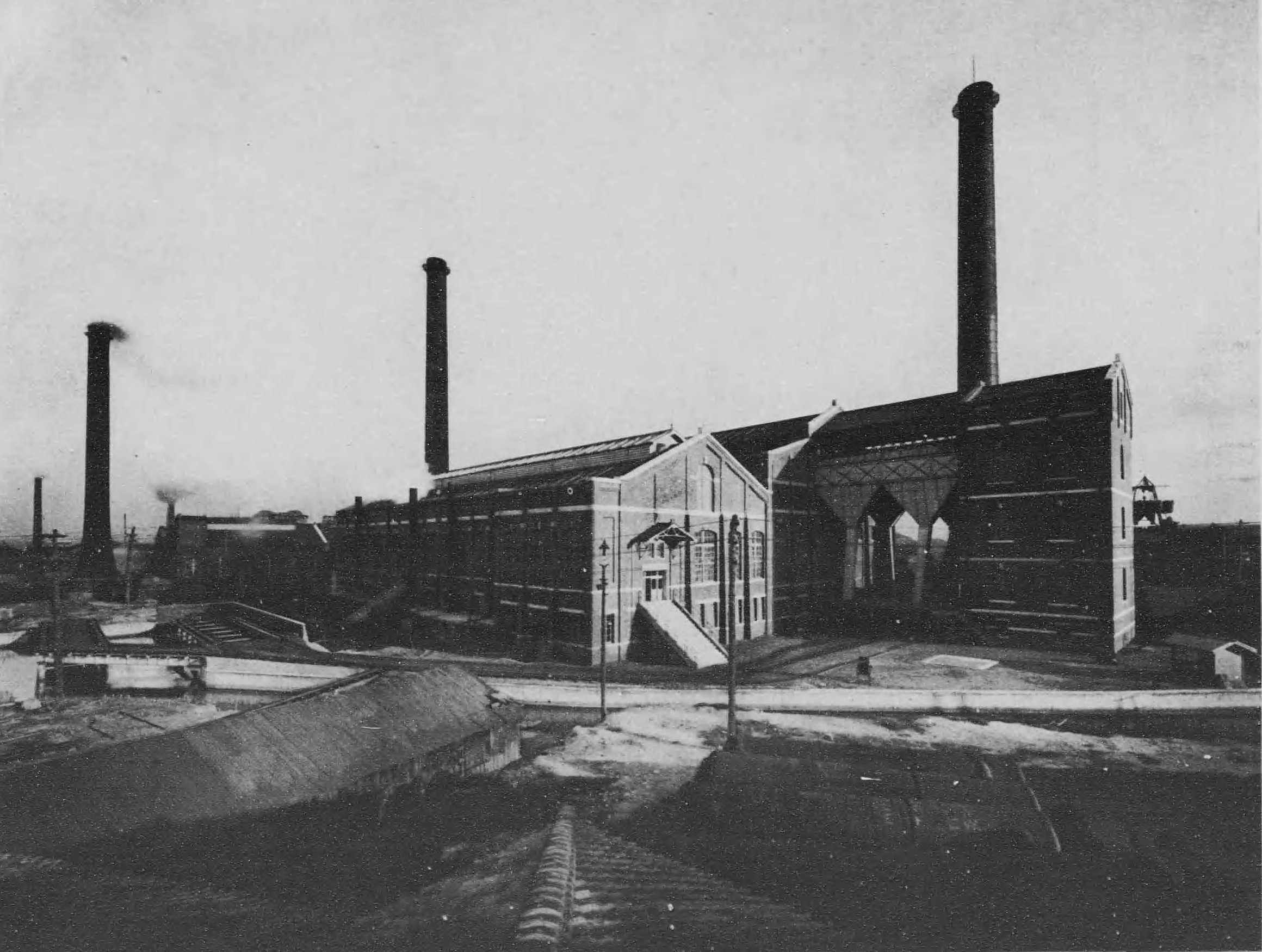
安治川西发电站

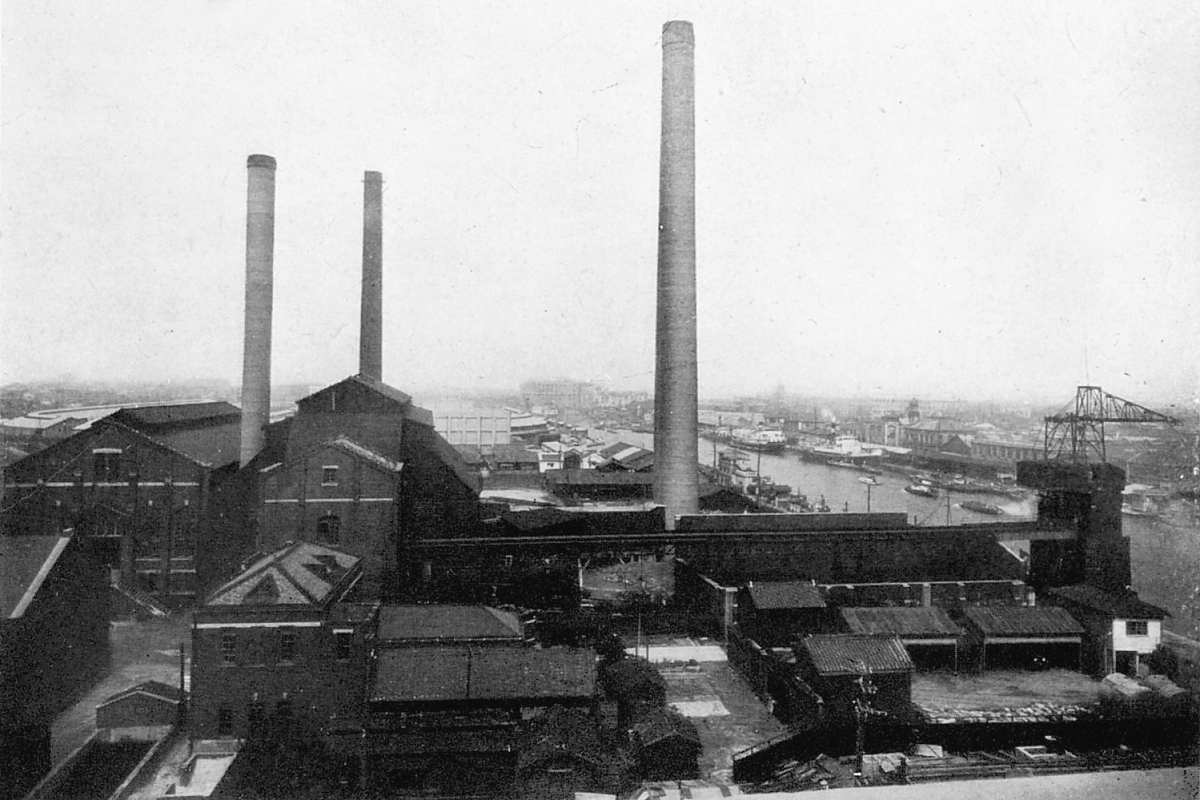
安治川東发电站

安治川发电站包括安治川小发电站、安治川西发电站，和安治川東发电站。安治川小发电站是1908年将原计划安装于幸町发电所的设备转移过来而新建的，发电所位于与下文提到的安治川西发电所相同的地点，即大阪市北区安治川上通2丁目（现福岛区野田）。1908年10月，首台发电机完成安装并投入使用，随后在11月第二台发电机也完成安装。两台发电机均为蒸汽涡轮机作为发动机的1,250千瓦三相交流发电机。该发电所的运营时间很短，于1916年3月被废除，其遗址后来被改建为安治川变电所。
为了应对日益增长的电力需求，并替换分散各地的小型旧式发电站，大阪電灯计划并建造第一座大型发电站——安治川西发电站。该发电站选址于方便运输煤炭和供水的安治川沿岸。1909年4月安治川西发电站在获得许可后动工。次年8月，1号和2号发电机组开始运转；10月，3号机组开始运转；1911年6月，4号和5号机组也相继投入运转，标志着发电站的竣工。完工后的安治川西发电站有5台3MW的三相交流发电机，总发电量15MW。1923年10月大阪电灯解散后安治川西发电站移交大阪市电气局运营，之后又历经日本发送电与关西电力，最后在1964年除役。
继安治川西发电站之后建造的另一座大型发电站是安治川东发电站。该发电站于1911年2月获得建设许可，并于1914年4月开始运转。安治川东发电站初期有2台5MW的三相交流发电机，由于建成后的电力需求不断增加，安治川东发电站计划进一步扩充其设备。该扩建计划于1916年6月获得许可，并开始施工，但受到一战影响无法进口发电设备，因此使用日本三菱長崎造船所製造的发动机。到1917年11月，完成了一台12.5MW发电机的安装工程，并于次年3月投入运行，至此安治川东发电站总发电量达到22.5MW。大阪电灯解散后安治川东发电站移交大同电力运营，之后又历经日本发送电与关西电力，最后在1964年除役。

### 春日出发电所

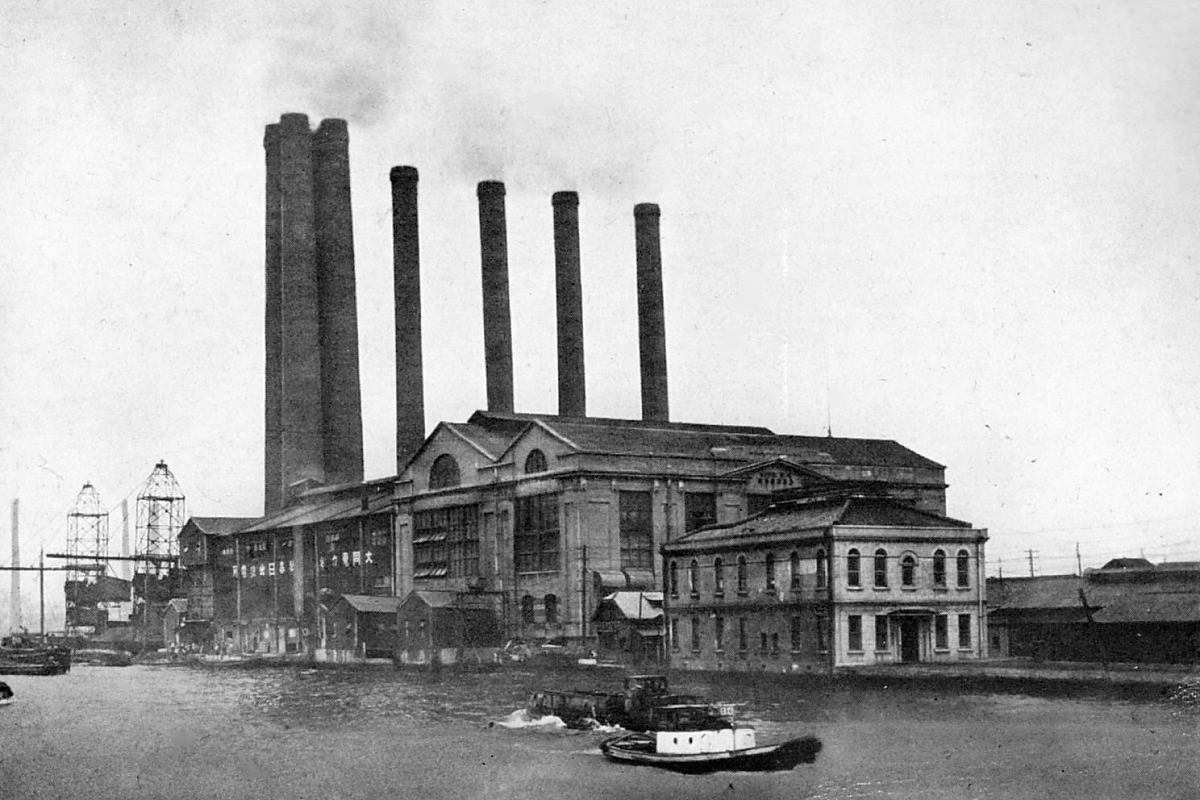
春日出第一发电站
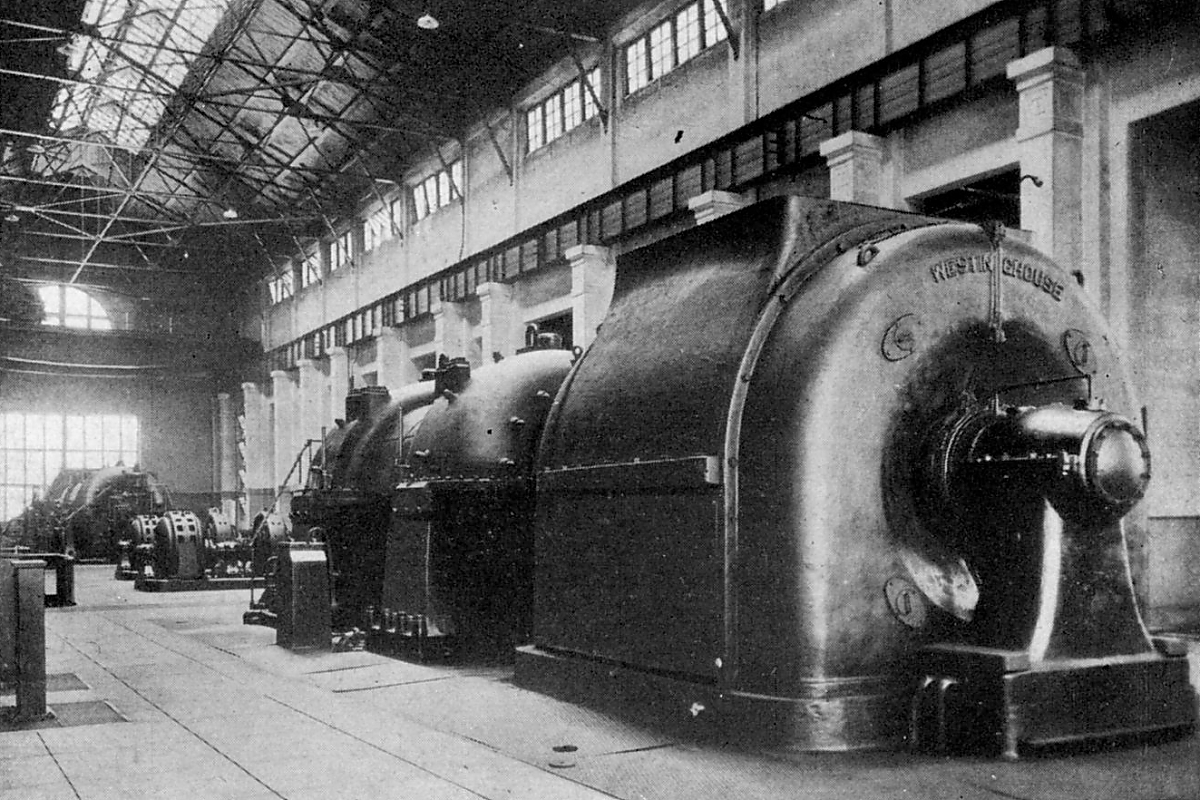
春日出第二发电站的发电机

1916年由于一战造成电力需求剧增，安治川东发电所的扩建计划进行了部分调整，原计划安装在安治川东发电所的发电机被移至新建的春日出第一发电所。该发电所的用地原本是为大阪電灯的工厂扩建而保留的，但其面向安治川，能够停泊大型运煤船，并且水源条件良好，非常适合建设发电所。春日出第一发电所于1917年9月动工，但受到一战影响无法进口发电设备，因此使用日本三菱長崎造船所製造的发动机。次年10月1号机组建设完工，1919年3月3号机组完工，同年4月2号机组完工。至此春日出第一发电所有3台三菱長崎造船所製造的12.5MW的三相交流发电机，总发电量37.5MW。
紧随春日出第一发电所之后计划建设的春日出第二发电所，由于周边居民的反对和建设资金的枯竭，导致建设延误。最终于1920年12月获得了许可，并于次年2月由大林组承包开工建设。1922年8月1号机组完工，并于次月开始运转，剩余的工程也在同年11月全部完成。完工后春日出第二发电所有2台20MW的三相交流发电机，总发电量40MW。大阪电灯解散后春日出发电所移交大同电力运营，之后又交给日本发送电运营。

### 购电
大阪電灯主要自宇治川电气和大同電力购买电力。1911年10月大阪電灯与宇治川电气签订购电合约，从宇治川电气接受20MW电力供应，并从1913年10月开始供电。1916年4月供电增加为22.4MW。1921年合约到期后，双方续约将供电变更为日间2.5MW、夜间22.4MW。大阪电灯解散后供电合约由大阪市电气局继承。除了宇治川电气外，大阪電灯在1922年7月开始接受大同電力供电，最初供电7MW，并依据合约逐步增加，原定在1924年春增加至60MW，大阪电灯解散后供电合约由大阪市电气局继承。

## 大阪府外事业

### 門司支店
在九州地区的福冈县门司市，最初由两位有志者于1899年9月申请获得了电力供应业务的许可。然而，次年1900年7月，许可被大阪电灯收购。大阪电灯于1901年7月在门司市设立了门司支店，并新建了门司发电站，于1902年3月开始供电。开业当天安装的电灯数量为1,630盏。在开业的第二年，发电站的扩建开始，随着需求的增加，扩建工作持续进行，在转让前发电量为262千瓦。然而，经营了七年后，大阪电灯决定转让门司支店的业务。收购方是九州电气轨道 (西日本鐵道前身)，该公司计划在北九州地区建设电气铁路，并希望在铁路开通之前通过收购大阪电灯门司支店来开展电力供应业务。1909年九州电气轨道以37万日元收购了门司支店，并于11月1日正式接管了供电业务。转让时，门司支店的电灯安装数量为6,445盏。

### 佐世保支店
在九州地区长崎县的佐世保市，最初计划由市政府主导电灯业务。然而，由于日俄战争期间市政府难以发行债券，作为替代1903年10月，市政府同意大阪电灯在该市的电力业务申请，并开始经营佐世保的电灯业务。1905年7月大阪电灯获得发电站业务许可，在佐世保市福石町设立了佐世保支店和佐世保发电站；1906年8月佐世保发电站开始供电，并于次年开始对发电站进行扩建，将供电区域也逐步扩展到佐世保市的周边地区，扩充后佐世保发电站发电量达到430千瓦。
然而，佐世保支店的业务在开业几年后就被出售。买家是1911年成立的京都电气，该公司是为了与京都电灯竞争而成立。在于京都市开业之前的同年12月以57.5万日元的价格收购了佐世保支店。转让时，佐世保支店的电灯安装数量为11,088盏。然而，京都电气公司在翌年被并入京都电灯，佐世保支店却在此之前被进一步出售给了佐世保电气，因此没有转移到京都电灯手中。接手业务的佐世保电气公司是由福泽桃介和松永安左卫门等人发起成立的电力公司，后来于1913年与九州电灯铁道合并，之后经过一系列合并成为東邦電力的一部分。

### 舞鶴支店
1904年7月，大阪电灯获得了在京都府北部舞鹤地区经营业务的许可，并在加佐郡新舞鹤町大字滨建立了舞鹤支店和舞鹤发电所，1908年5月开始供电。最初的供电区域是新舞鹤町和余部町的一部分，但随着从北丹电气接收舞鹤町周边的供电区域，供电区域不断扩大。由于需求增加，1911年增加了发电机设备，1914年4月新发电所完工，西道顿堀发电所的设备被移设至此，发电量达到500千瓦，并有450千瓦备用发电量。1919年8月，舞鹤支店的业务转让给了舞鹤电气，业务转让时的电灯安装数量为25,712盏。舞鹤电气于翌年与三丹电气合并。此后，该地区的电力企业经过几次合并，经历三丹电气、帝国电灯（1922年以后）和东京电灯山阴支社（1926年以后）。1928年通过从东京电灯的收购，舞鹤地区的供电并入京都电灯的管辖范围。